# Brachydectes
 (janvier 2018).
Si vous disposez d'ouvrages ou d'articles de référence ou si vous connaissez des sites web de qualité traitant du thème abordé ici, merci de compléter l'article en donnant les références utiles à sa vérifiabilité et en les liant à la section « Notes et références ».
Genre
Espèce
Brachydectes est un genre éteint d'amphibiens lysorophiens qui vivait du Carbonifère. 
Ses fossiles ont été découverts dans de nombreux états des États-Unis.

## Description

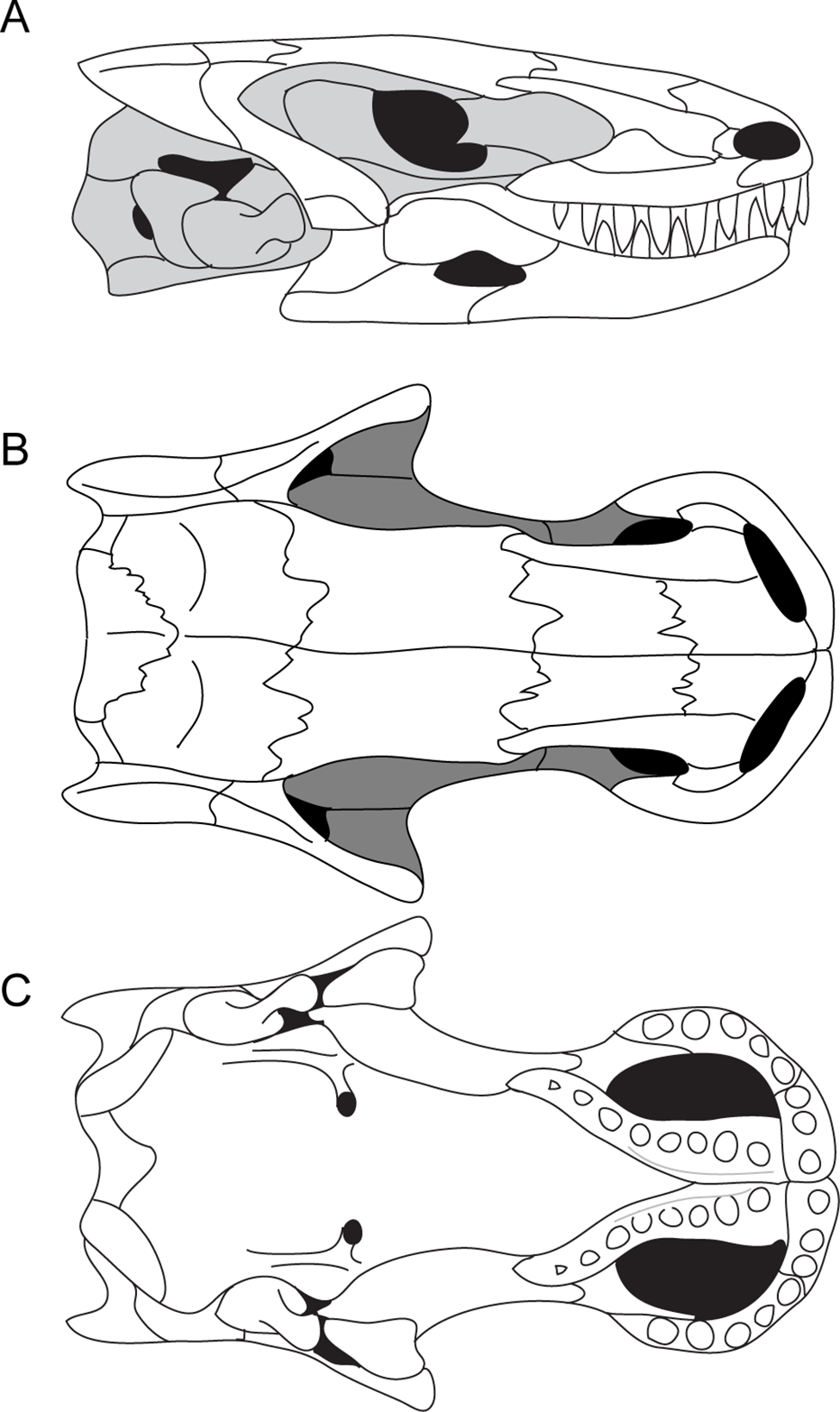
Dessins du crâne de Brachydectes newberryi. De haut en bas : Vues A) latérale, B) dorsale et C) palatale.

Il avait une très petite tête (longueur du crâne d'environ 1,7 centimètre) et un corps allongé jusqu'à 43 centimètres de long.